# Santalum
Santalum L., 1753 è un genere di piante appartenente alla famiglia delle Santalacee.

## Tassonomia
Il genere comprende le seguenti specie:
- Santalum acuminatum (R.Br.) A.DC.
- Santalum album L.
- Santalum austrocaledonicum Vieill.
- Santalum boninense (Nakai) Tuyama
- Santalum ellipticum Gaudich.
- Santalum fernandezianum Phil.
- Santalum freycinetianum Gaudich.
- Santalum haleakalae Hillebr.
- Santalum insulare Bertero ex A.DC.
- Santalum involutum H.St.John
- Santalum lanceolatum R.Br.
- Santalum macgregorii F.Muell.
- Santalum murrayanum (T.L.Mitch.) C.A.Gardner
- Santalum obtusifolium R.Br.
- Santalum paniculatum Hook. & Arn.
- Santalum papuanum Summerh.
- Santalum pyrularium A.Gray
- Santalum spicatum (R.Br.) A.DC.
- Santalum yasi Seem.